# 冠状病毒刺突蛋白
刺突醣蛋白（spike (S) glycoprotein）又称刺突蛋白、棘蛋白、S蛋白，旧名 E2，是冠状病毒中最大的一种结构蛋白，其功能为负责病毒进入宿主细胞，在病毒感染期间介导受体识别、细胞附着和融合。
由于刺突蛋白可結合成蛋白三聚體，此時可以看到病毒体表面有突出的大结构，称为“刺突”或“棘突”。
刺突糖蛋白可以与細胞表面受體相互作用，然后病毒膜和细胞膜就會融合，最終导致病毒进入宿主细胞。刺突糖蛋白具有高度免疫原性。人們從嚴重急性呼吸系統綜合症和2019冠状病毒病疫情康复的患者中发现了專門针对刺突糖蛋白的抗体。